# Club athlétique sarladais Périgord noir
Maillots
Actualités
Le Club athlétique sarladais est un club français de rugby à XV basé à Sarlat-la-Canéda. 
Il évolue pour la saison 2023-2024 en championnat de Fédérale 2 et évolue en 2024-2025 en Fédérale 1.

## Histoire
La saison 1968-1969, voit l’arrivée d’une recrue de choix Christian Goumondie (dit le « Goum’s), auréolé d’un titre de champion de France Réserve avec le Club athlétique Périgueux Dordogne. Il marque de sa classe et de sa fidélité son passage au club, et le Stade qui porte aujourd’hui son nom est la marque d’une juste récompense.
En 1969-1970, le nouveau lycée Pré de Cordy ouvre ses portes, et le Club athlétique sarladais va entrer dans l’élite du rugby national. En huitième de finale, le match de l’accession se joue à Périgueux le 5 avril 1970 face à Mussidan. Devant une foule importante (4 430 entrées payantes) , les deux clubs du département se livrent un combat longtemps indécis. Sarlat l’emportera finalement 9 à 6. Au match suivant, en quart à Limoges, le CAS s’incline 9 à 8 face à Montchanin mais rejoint l’année suivante les 63 clubs de Première division.
Dans une poule « C » comportant Bègles, qui est aujourd'hui Union Bordeaux Bègles, Football club de Saint-Claude, Stade montois rugby, Beaumont-de-Lomagne, le petit Poucet réalise un bon début en ne perdant que 18-13 face au grand Sporting Union Agen Lot-et-Garonne de l’époque et se maintient grâce à une victoire en terre lotoise face à Cahors.
Le club a évolué en première division lors des saisons 1970-1971 et 1971-1972. Relégué, il effectue la saison suivante en seconde division, où il se hisse en seizièmes de finale, mais est éliminé.
En 1973-1974, toujours en 2e division, il s'impose 12-10 lors des seizièmes de finale face au Stade langonnais, mais chute en huitièmes contre l'US Salles, future finaliste de l'épreuve, restant pour la saison suivante, en seconde division.
L'année 1979 voit se dérouler au stade de Madrazès devant 5 000 personnes une rencontre qui oppose une sélection régionale à l’équipe de France auteur du Grand Chelem, pilotée par le « Petit Caporal » Jacques Fouroux. Ce jour-là, en présence du Président de la Fédération française de rugby Albert Ferrasse, sont officiellement créés les Barbarians français,,,,,,.
Le club se remobilise lors de la saison 2015-2016 et finit premier de la saison régulière, avec 64 points, devant Floirac et Belvès.
En 2017-2018, il termine 6e de la poule 9 de Fédérale 3.
En 2020, dans le cadre d'une structuration professionnelle du club, l'équipe première est dénommée sous le nom de Sarlat Rugby, sous l’égide de son nouveau président, Dom Einhorn.
Les deux premières saisons de l’équipe de Sarlat Rugby ont été fortement perturbées, puis finalement annulées à cause de la pandémie de Covid-19.
Après avoir déjà recruté plusieurs joueurs « solides » en 2020 pour la saison précédente, Sarlat Rugby continue sa politique de renforcement pour la saison 2021-2022, avec entre autres des joueurs comme Hemani Paea, élu joueur de l’année en Pro D2 en 2016. À l'issue de celle-ci, bien que ses résultats lui permettent d'accéder à la Fédérale 1 pour la saison suivante, (défaite (33-12) en quarts de finale à Pons (Charente-Maritime) face au Stade nantais), le club refuse cette montée et sollicite la fédération pour une rétrogradation en fédérale 3.
En Championnat de France de Fédérale 3 2023, l'équipe de Sarlat devient championne de Fédérale 3 en battant à Limoux le RC Aubagnais (19-13).
Un an après le titre de champion de France de Fédérale 3, les bleu et noir sont promus premiers de poule à l’issue de la saison régulière, du Championnat de France de rugby à XV de 2e division fédérale 2023-2024, vainqueurs de Prades (Pyrénées-Orientales) en 16es de finale (après avoir perdu l’aller), ils sont désormais numéro 2 dans la hiérarchie départementale. Partis avec trois points d’avance après le match aller (28-25), Sarlat surclasse Millau (39-13) et est promu en Fédérale 1,,,,. Il s'incline façe à Montmélian, (41-28), (après prolongation) à Cusset en quart de finale. 
Un peu plus d’un an après son titre de champion de France de Fédérale 3, le club de Sarlat va redécouvrir la Fédérale 1, grâce à son parcours jusqu’en demi-finales de Fédérale 2 la saison dernière. Sarlat sera versé dans la poule 1 de Fédérale 1 avec Union sportive athlétique de Limoges, Union Cognac Saint-Jean-d'Angély et le Sporting Club Tulle Corrèze. Ils sont éliminés en 16es de finale façe à l’efficacité de Stade bagnérais qui avait fait la différence (12-16) puis au retour (39-7) le chemin vers les quarts de finale s'arrête là
Matías Dittus quitte le club pour Annonay à l'intersaison
Les formations de Fédérale 1 sont désormais fixées sur ce qui les attend en vue de la saison 2025-2026, les Sarladais, iront ferrailler dans le Sud-Ouest au sein de la poule 4 avec Tulle qu'il retrouve, Cahors Rugby, Union sportive Bergerac rugby vallée de la Dordogne, Football Club oloronais ou Football club lourdais XV Hautes-Pyrénées.

## Identité visuelle

### Logo
Un nouveau logo est adopté par l'équipe première en 2020, dans le cadre de la structuration du club avec l’arrivée de l’investisseur-entrepreneur franco-américain, Dom Einhorn, en tant que nouveau président du club. En 2022, après le départ de ce dernier, il est réadapté et fait à nouveau écho à la forme originale du nom du club, le Club athlétique sarladais.

Évolution du logo
Logo abandonné en 2020.
Logo de 2020 à 2022.
Logo instauré en 2022.

## Palmarès

### Détail du palmarès
- Championnat de France de Fédérale 3 :
  - Champion : 2023.
- Championnat de France de Fédérale 2
  - Finaliste : 1998.
- Challenge de l'amitié :
  - Finaliste : 1971[20].

### Finales disputées
| Compétition                             | Date de la finale | Vainqueur     | Score   | Finaliste       | Stade de la finale                 | Spectateurs |
| --------------------------------------- | ----------------- | ------------- | ------- | --------------- | ---------------------------------- | ----------- |
| Challenge Provinces Nationale B Coupe B | 1993              | CA Sarlat     | 27 - 10 | Valence sportif | -                                  | -           |
| 2e division                             | 07/06/1998        | Céret sportif | 20 - 14 | CA Sarlat       | Stade Ernest-Argelès, Blagnac      | -           |
| Coupe des Réserves                      | 29/06/2003        | SA Condom     | 38 - 14 | CA Sarlat       | Stade Jean-Trillo, Condom          | -           |
| Challenge de l'Essor                    | 05/06/2005        | CA Lannemezan | 50 - 31 | CA Sarlat       | Stade Adrien-Alary, Castelsarrasin | -           |
| Fédérale 3                              | 25/06/2023        | CA Sarlat     | 19-13   | RC aubagnais    | Stade de l'Aiguille, Limoux        |             |

## Infrastructures

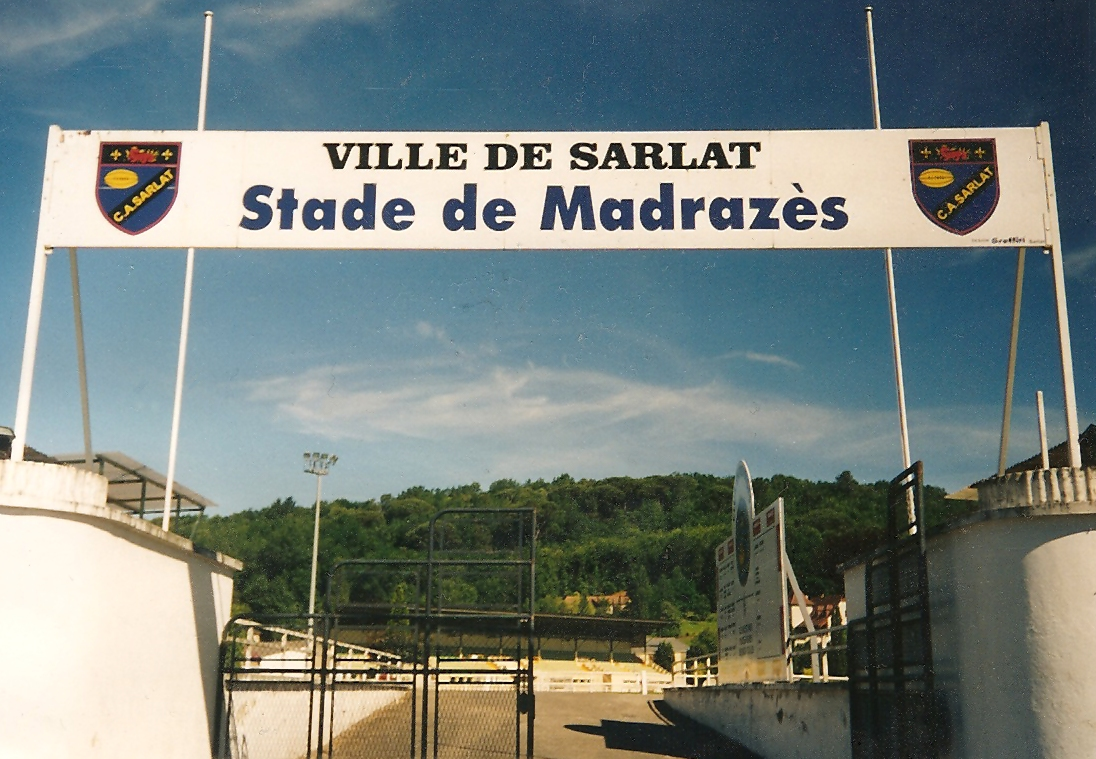
Le stade Madrazès à Sarlat.

En 1926, le CAS achète les parcelles d’une superficie totale de 1,438 hectare pour un prix de 11 000 francs. 6 000 sont payés par le club, les 5 000 restants sur les deniers de dix fidèles supporters sarladais, remboursables sur 10 ans[réf. nécessaire].
1979/1980 : sous l’impulsion de Daniel Delpeyrat, joueurs et dirigeants construisent le club House avec l’appui de la municipalité et le soutien de plusieurs entrepreneurs[réf. nécessaire].

## Personnalités du club

### Joueurs emblématiques
- Jean-Luc Joinel
- Laurent Travers
- Jean Normand

### Entraîneurs
- Roger Bastié
- Éric Alégret
- David Auradou
- David Ellis (rugby à XIII)